# Sahip Ata
Pour les articles homonymes, voir Ata (patronyme).
Sahip Ata ou Fakhr al-Dîn `Alî Sahib Ata ou en turc Sahip Ata Fahrettin Ali (mort en 1288 ou 1289), est le dernier grand vizir du sultanat seldjoukide Roum. Après la chute du sultanat à la Bataille de Köse Dağ (26 juin 1243), il fonde son propre beylicat à Afyonkarahisar, le beylicat des Sâhipataoğullari (vers 1265).

## Biographie
En 1241, les Mongols menés par Baïdju envahissent l'Anatolie, Erzurum est prise. Le sultan seldjoukide de Roum Kay Khusraw II réunit une armée de mercenaires mêlant des Byzantins des Arméniens des Francs pour combattre les Mongols. 
Le 26 juin 1243, à la bataille de Köse Dağ, Kay Khusraw II subit une défaite sévère devant les armées mongoles menées par Baïdju. Les Seldjoukides du sultanat de Roum deviennent des vassaux des Mongols Houlagides (Ilkhanides).
À sa mort en 1246, Kay Khusraw II laisse trois fils de mères différentes. Tous les trois sont mineurs et sont sous la tutelle des vizirs et des Houlagides
- `Izz ad-Dîn Kay Kâwus est l'aîné. Il n'a pas treize ans. Le vizir Chams ad-Din al-Isfahani (en) prend le parti de Kay Kawus mais hésite à éloigner les deux autres frères car cette décision relève de l'autorité des Mongols. Chams ad-Dîn al-Isphanî épouse la mère de son protégé[5].
- Rukn ad-Dîn Kılıç Arslân est né vers 1236/37. Il est le fils de la deuxième épouse turque de Kay Khusraw. Il prétend à la succession de son père. Mu`in ad-Dîn Suleyman « Pervane » (ordre) est son vizir.
- `Ala' ad-Dîn Kay Qubâdh est né vers 1239/40. Il est le fils de la troisième épouse, et favorite, de Kay Khusraw, Thamar, fille de la reine de Géorgie Rousoudan Ire et petite-fille du sultan seldjoukide Tuğrul II. Son père s'était converti au christianisme orthodoxe. Elle se convertit à l'Islam pour son mariage et devient Gürcü Hatun (ou Ghurji Khatun) en 1237 pour assurer la paix entre la Géorgie et les Seldjoukides d'Anatolie. C'est lui que Kay Khusraw a désigné comme successeur[6].

Chams ad-Dîn al-Isphanî ne peut pas interdire à Rukn ad-Dîn Kılıç Arslân d'aller à la rencontre du Grand Khan à l'occasion de la proclamation de Güyük à ce titre. Pour asseoir son pouvoir, le vizir fait tuer un certain nombre de rivaux. Rukn ad-Dîn Kılıç Arslân obtient que le sultanat soit coupé en deux parties l'Ouest pour Kay Kawus avec comme capitale Konya et l'Est pour Kılıç Arslân avec comme capitale Sivas. La frontière entre les deux domaines est la rivière Kızılırmak. Lorsque Kılıç Arslân revient en Anatolie avec son titre de sultan, la nouvelle de la mort de Güyük et de la nomination de son successeur Möngke inquiète les émirs turcs. Le vizir Jalal ad-Din Qaratay (en turc : Celaddin Karatay) parvient à un accord entre les trois frères pour qu'ils règnent conjointement avec le soutien des Mongols. Chams ad-Dîn al-Isphanî, vizir de Kay Khusraw est chargé par les Mongols de gouverner ce triumvirat ; c'est lui qui possède le pouvoir réel.

### Vizir de Kay Kâwus
En 1249, Chams ad-Dîn al-Isphanî est arrêté à cause de ses excès et assassiné. Sahip Ata devient le nouveau vizir de Kay Kâwus.
En 1254, le vizir Jalal ad-Din Qaratay décède.
En juillet 1261, après avoir pris Constantinople, Michel Paléologue devient le nouvel empereur byzantin réunissant les empires de Nicée et de Constantinople. Entraîné par les manœuvres de Mu‘in ad-Dîn Suleyman, Kay Kâwus offre son aide à Michel Paléologue dans sa lutte contre les Mongols. Ce plan fait long feu. Kay Kâwus est démis, emprisonné puis exilé. Kılıç Arslan reste seul sur le trône des Seldjoukides et son vizir Mu`in ad-Dîn Suleyman prend le titre de « Pervane ». Une autre version de la fin du règne de Kay Kâwus relate qu'il aurait engagé des négociations avec les Mamelouks d'Égypte pour lutter contre les Mongols et que c'est pour cela que les Mongols mettent fin à son règne.
En 1265, Mu`in ad-Dîn Suleyman « Pervane » se constitue une petite principauté personnelle en conquérant Sinope. Kılıç Arslan est assassiné au cours d’un banquet sans doute à l’instigation de Pervane. Il est tenté de placer son fils de trois ans sur le trône des sultans, mais il préfère épouser la veuve de Kılıç Arslan pour pouvoir exercer les fonctions de régent auprès de Kay Khusraw III fils et héritier de Kılıç Arslan, âgé de six ans.
Après 1265, à l'instar de Pervane, Sahip Ata fonde son propre beylicat à Afyonkarahisar (Afyon). La ville est alors appelée Karahisar-ı Sahib, Karahisar signifie en turc forteresse noire, on y ajoute le nom de Sahip pour la distinguer d'autres villes appelées elles aussi Karahisar. Sahip Ata va régner sur cette principauté conjointement avec ses fils. C'est une position facile à fortifier. En 1271, il y fait construire une grande mosquée avec couverture à charpente portée sur des poteaux de bois.  
Pendant cette période d'affaiblissement de l'État seldjoukide, des groupes de turkmènes en profitent pour s'infiltrer et s'installer en Anatolie. Ces tribus reconnaissent en principe la suzeraineté des Seldjoukides et celles des Ilkhans, et reçoivent les insignes de leur pouvoir avec le titre de Ghazi. La plus ancienne et la plus importante de ces principautés est celle des Karamanides en 1256. Le Karamanide Mehmet Bey qui se proclame descendant des Seldjoukides conquiert la Petite-Arménie et prennent Konya en 1277. L'État des Gemiyanides, le second par l'importance de ces États turkmènes, est créé à Kütahya en 1283.
Sahip Ata réprime la rébellion de l'émir turkmène de Denizli ainsi que celle des mutins turkmènes des environs d'Afyonkarahisar et de Sandikli dans la province d'Afyonkarahisar. Les deux fils de Sahip Ata, Tâceddin Hüseyin et Nusreteddin Hasan décèdent au cours des combats contre l'usurpateur Alâeddin Siyavuş Jimri.
Au printemps 1277, le sultan mamelouk Baybars pénètre dans le sultanat seldjoukide. Il a peut-être été secrètement appelé par Pervane dans l'espoir de se débarrasser de la tutelle mongole. Le 18 avril, Baybars écrase l’armée  mongole à la bataille d'Elbistan. Pervane qui commandait le contingent seldjoukide, prend la fuite. Baybars fait une entrée triomphale dans Kayseri (23 avril), puis regagne la Syrie. À la nouvelle de cette défaite, le khan mongol Abaqa accourt en Anatolie (juillet 1277). Après enquête, il fait exécuter Pervane (2 août 1277). Après ce décès, Sahip Ata devient le nouveau grand vizir, il est surnommé le « bâtisseur ».

### Grand vizir du sultanat de Roum
En 1284, l'Ilkhan Ahmad Teküder désigne Ghiyâth ad-Dîn Mas`ûd comme successeur au titre de sultan de Roum. Peu après, Ahmad Teküder est détrôné par Arghoun. En juin 1285, Arghoun divise le sultanat la partie Ouest revenant aux deux enfants de Ghiyâth ad-Dîn Kay-Khusraw. Ces derniers sont successivement assassinés avant janvier 1286. Tous ses rivaux potentiels éliminés, Mas`ûd est assuré du titre de sultan. En 1286, il prend pour capitale Kayseri et non Konya.
À partir de 1286, Mas`ûd engage plusieurs campagnes contre les principautés turkmènes émergentes dans toute l'Anatolie, toujours avec le soutien des Mongols, voire avec des troupes mongoles. Il engage une campagne contre les Germiyanides. Il conduit cette campagne sous la tutelle du doyen des vizirs Sahip Ata. Il a quelques succès sur les champs de bataille. Les Germiyanides sont suffisamment mobiles pour rester une force significative dans la région. Mas`ûd mène des campagnes semblables contre les Karamanides et les Eşrefoğulları.
Sahip Ata décède en 1288/1289. Comme ses fils sont morts avant lui, c'est son petit-fils Semseddin Ahmed (fils Nusreteddin Hasan) qui lui succède comme bey à Afyon.

## Héritage

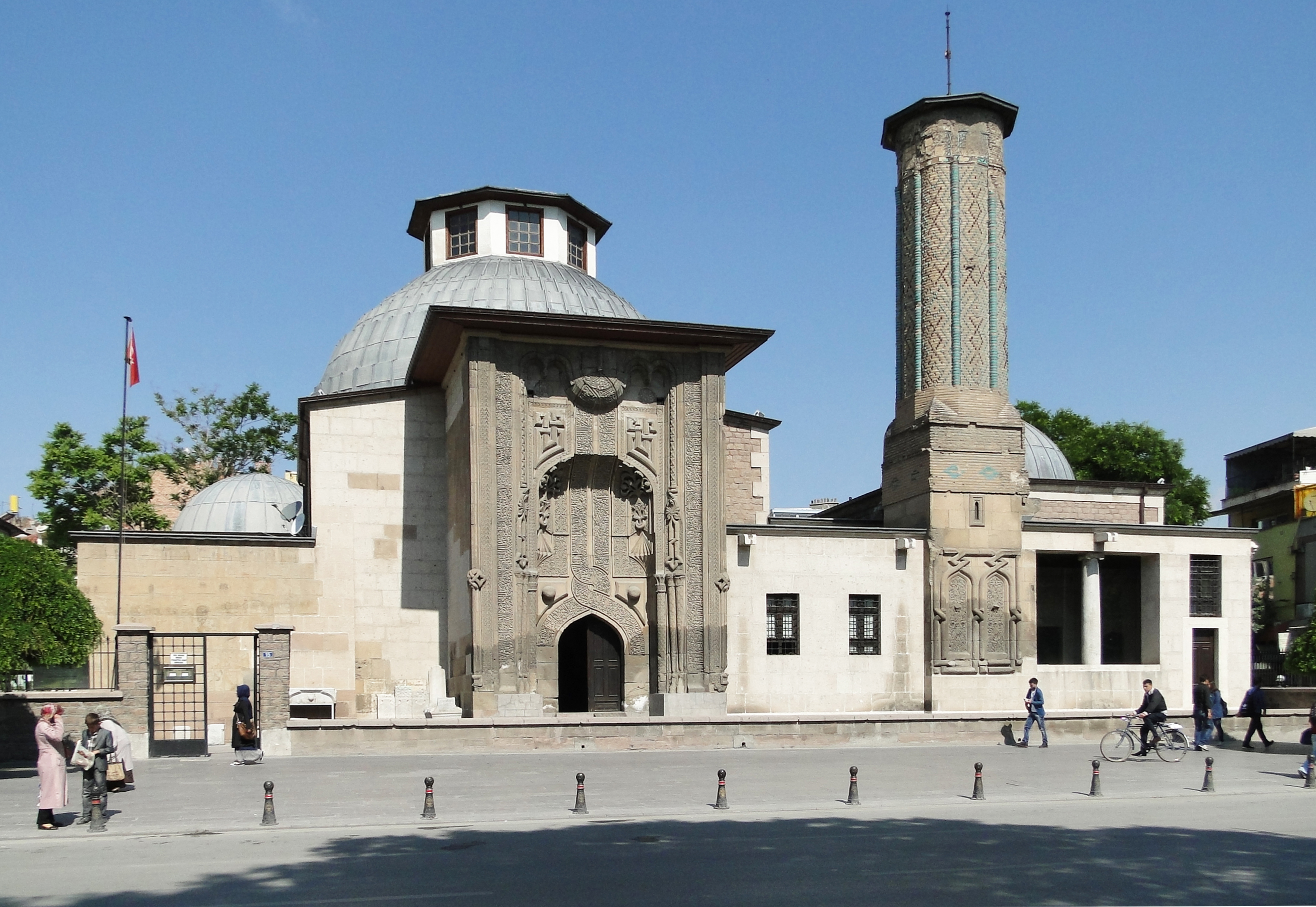
Médersa Ince Minareli, construite sur l’ordre de Sahip Ata entre 1260-1265

L’œuvre architecturale de Sahip Ata est considérable, il en reste de nombreux vestiges 
- Le caravansérail İshaklı (Sâhipata han, Işakli han) construit sur ordre de Sahip Ata alors vizir de Kay Kâwus II, en 1249/50 dans la province d'Afyon. Ce monument porte la dédicace suivante : « Construit sous le règne d’Izzeddin al-Dunya (`Izz ad-Dîn Kay Kâwus), fils de Kay Khosrau, fils de Keykobad, par son humble esclave `Ali ibn Husain »[15].
- La medersa Taş (Taş Medrese) à Akşehir, construite en 1250. transformée en musée depuis 1946[16]
- Le complexe Sahip Ata (Sahip Ata Külliyesi, Larende Camii) à Konya construit de 1258 à environ 1280, par l'architecte Abdulla ben Kelük sur l'ordre de Sahip Ata. Actuellement c’est un musée archéologique. C'est la plus ancienne mosquée avec des piliers en bois encore conservée en Turquie[17].
- La madrasa au minaret effilé (Ince Minareli Medrese, Dar al-Hadith) à Konya, construite sur l’ordre de Sahip Ata entre 1260-1265[18]
- La medersa Gök (Gök Medrese, Sahibiye Medrese) à Sivas construite en 1271 par l'architecte Kaluyan el-Konevi sur l'ordre de Sahip Ata[19]